# Mauro Cristofani
Mauro Cristofani (Rome, 2 janvier 1941 - Rome, 25 août 1997) est un linguiste et un chercheur universitaire qui a étudié le monde des Étrusques.

## Biographie
Mauro Cristofani fut l'assistant de Massimo Pallottino et enseigna à l'université de Pise, à celle de Sienne puis à l'université de Naples « Frédéric II ». Il fut membre de l'Académie des Lyncéens comme héritier émérite de Pallottino.
Il étudia l'archéologie étrusque avec en particulier leur épigraphie. En 1982, il dirigea l'Istituto per l'Archeologia Etrusco-Italica of the Consiglio Nazionale delle Ricerche créé en 1978 et fut président de l'Istituto degli Studi Etruschi ed Italici à Florence et ses recherches portèrent sur les sites de Volterra, Populonia et Cerveteri.
En 2001 sa carrière fut honorée par la présentation de 3 volumes compilant ses articles entre 1966 and 1997 sous le titre Scripta Selecta: trenta anni di studi archeologici sull'Italia preromana, édité par Antonio Giuliano, Salvatore Settis et Fausto Zevi.

## Publications
- Le tombe da Monte Michele nel Museo archeologico di Firenze. (Florence, L.S. Olschki, 1969).
- ed. Atti del Colloquio sul tema Le ricerche epigrafiche e linguistiche sull’etrusco. Problemi, prospettive, programmi. (Firenze, 28-30 settembre 1969). (Firenze, L. S. Olschki, 1973).
- Statue-cinerario chiusine di età classica (Rome, 1975).
- ed. Caratteri dell’ellenismo nelle urne etrusche: atti dell’incontro di studi: Università di Siena, 28-30 aprile 1976 (Florence, 1977).
- Materiali per servire alla storia del Vaso François (Rome: Istituto poligrafico e zecca dello stato, 1981).
- L’arte degli etruschi: produzione e consumo (Turin, 1978).
- et al. Gli Etruschi in Maremma: popolamento e attività produttive (1981).
- La scoperta degli etruschi: archeologia e antiquaria nel ’700 (Rome: Consiglio nazionale delle ricerche, 1983).
- ed. Gli Etruschi: una nuova immagine (Florence: Giunti Martello, 1984).
- ed. Dizionario della civiltà etrusca (Florence: Giunti Martello, 1985).
- I bronzi degli Etruschi (Novara, 1985).
- ed. Il Commercio etrusco arcaico: atti dell’incontro di studio, 5-7 dicembre, 1983 (Rome: Consiglio nazionale delle ricerche, 1985).
- ed. Civiltà degli Etruschi (Milan: Electa, 1985).
- Saggi di storia etrusca arcaica (Rome: G. Bretschneider, 1987).
- ed. Etruria e Lazio arcaico : atti dell’incontro di studio, 10-11 novembre 1986 (Rome: Consiglio nazionale delle ricerche, 1987).
- Gli Etruschi del Mare (Milan, 1983; 2d ed. 1989).
- ed. Caere series (Rome: Consiglio nazionale delle ricerche, 1988-)
- ed. Miscellanea ceretana (Rome: Consiglio nazionale delle ricerche, 1989).
- La Grande Roma dei Tarquini : Roma, Palazzo delle esposizioni, 12 giugno-30 settembre 1990 / catalogo della mostra a cura di Mauro Cristofani (Rome, 1990).
- Introduzione allo studio dell'etrusco (Florence, 1991).
- Cerveteri : tre itinerari archeologici (Rome, 1991).
- ed. Lo Scarico arcaico della vigna parrocchiale (Rome: Consiglio nazionale delle ricerche, 1992-).
- Miscellanea etrusco-italica 3 vol. (Rome, 1993-2003).
- Tabula Capuana: un calendario festivo di età arcaica (Florence, 1995).
- Etruschi e altre genti nell’Italia preromana: mobilità in età arcaica (Rome: G. Bretschneider, 1996).
- Due testi dell’Italia preromana (Rome, 1996).
- Scripta selecta: trenta anni di studi archeologici sull'Italia preromana 3 vol. (Pisa, 2001).
- Vigna parrocchiale : scavi 1983-1989: il santuario, la "residenza" e l’edificio ellittico; presentazione di Adriano Maggiani; testi di Vincenzo Bellelli et al. Caere; 4 (Rome: Consiglio nazionale delle ricerche, 2003).